# N’Zi (Fluss)
Der N’Zi ist ein Fluss in der Elfenbeinküste (Côte d’Ivoire) und der größte Nebenfluss des Bandama.

## Verlauf
Er entspringt im Norden des Landes, etwa 50 km nordwestlich der Stadt Kong und verläuft in südlicher Richtung. Die erste Hälfte fließt der Fluss durch trockene wenig besiedelte Gebiete. Nachdem er die Fétékro Berge durchquert hat, weitet sich das Tal und das Gefälle verringert sich. Nahe der Stadt N’Zianouan mündet der N’Zi in den Bandama.
Die Eisenbahnbrücke Dimbokro, eine Stahlfachwerkbrücke, führt die Abidjan-Niger-Bahn über den Fluss.

## Hydrometrie
Die Durchflussmenge des Flusses wurde in den 1950er und 1960er Jahren in Dimbokro bei über 2/3 des Einzugsgebietes in m³/s gemessen. Es ist anzumerken, dass die Schwankungen zwischen den Jahren ungewöhnlich hoch sind und nachfolgendes Diagramm nur begrenzt die Realität widerspiegelt.